# Escala Karnofsky
La Escala Karnofsky, también llamada, KPS, es la forma típica de medir la capacidad de los pacientes con cáncer de realizar tareas rutinarias. Los puntajes de la escala de rendimiento de Karnofsky oscilan entre 0 y 100. Un puntaje más alto significa que el paciente tiene mejor capacidad de realizar las actividades cotidianas. La KPS se puede usar para determinar el pronóstico del paciente, medir los cambios en la capacidad del paciente para funcionar o decidir si un paciente puede ser incluido en un estudio clínico.

## Objetivos de la escala de valoración funcional de Karnofsky
- Permite conocer la capacidad del paciente para poder realizar actividades cotidianas.
- Es un elemento predictor independiente de mortalidad, tanto en patologías oncológicas y no oncológicas.
- Sirve para la toma de decisiones clínicas, hospitalariamente y valorar el impacto de un tratamiento y el pronóstico de la enfermedad de los pacientes.
- Un Karnofsky de 50 o inferior indica elevado riesgo de muerte durante los 6 meses siguientes.

| 100 | Normal, sin quejas, sin indicios de enfermedad.                                                  |
| 90  | Actividades normales, pero con signos y síntomas leves de enfermedad.                            |
| 80  | Actividad normal con esfuerzo, con algunos signos y síntomas de enfermedad.                      |
| 70  | Capaz de cuidarse, pero incapaz de llevar a término actividades normales o trabajo activo.       |
| 60  | Requiere atención ocasional, pero puede cuidarse a sí mismo.                                     |
| 50  | Requiere gran atención, incluso de tipo médico. Encamado menos del 50% del día.                  |
| 40  | Inválido, incapacitado, necesita cuidados y atenciones especiales. Encamado más del 50% del día. |
| 30  | Inválido grave, severamente incapacitado, tratamiento de soporte activo.                         |
| 20  | Encamado por completo, paciente muy grave, necesita hospitalización y tratamiento activo.        |
| 10  | Moribundo.                                                                                       |
| 0   | Fallecido.                                                                                       |